# Armée de terre guatémaltèque
L' Armée de Terre guatémaltèque (en espagnol : Ejército de Tierra de Guatemala ou Fuerza de Tierra) constitue la  plus grande composante militaire des forces armées guatémaltèques.

## Historique
Les forces terrestres sont le plus ancien corps militaire de l'armée guatémaltèque et a évolué en fonction des besoins de l'État. Au milieu du XIXe siècle, le général Rafael Carrera (1814-1865) en fit la promotion avec le triomphe de la bataille de San José La Arada, combattue le 2 février 1851, date qui est commémorée comme le jour de ces forces.
L'armée guatémaltèque a entamé un processus de restructuration militaire et de régionalisation pour répondre aux conditions de défense terrestre dont le pays a besoin.

## Équipement

### Véhicules de combat blindés
- Véhicule de transport de troupes (30) Armadillo TBP, fabriqué localement, qui a été armé de mitrailleuses Browning M2 .50 BMG et certaines versions avec une tourelle.
- Véhicule de transport de troupes (15) M113 modernisé fabriqué par FMC Corporation.
- Char léger M41 Walker Bulldog (10)  modernisé au Danemark.
- Automitrailleuse Cadillac Gage Commando V-100 (7 en réserve) acquis aux États-Unis.
- Véhicules légers de reconnaissance (25) RBY MK 1.
- Jeep J8 (245).

### Véhicules de transport de personnel militaire
Véhicules utilitaires :
- Jeep CJ-7,
- Ford Pickup F-450,
- Toyota Hilux avec des modifications entièrement équipées de barres anti-bascule, de socles de mitrailleuses, de bancs de transport et d'armures sur les côtés.
- Mazda BT-50.
- Toyota Land Cruiser J70, avec blindage sur les côtés ou les bancs de transport.
- Ford Everest , utilisé pour le transport de personnel militaire de haut rang et également par le personnel de l'ONU au Guatemala.
- Jeep J8 (80/90) unités utilisées pour la lutte contre les actes illégaux aux frontières du pays.
- Véhicule tout-terrain M-462 Abir, utilisé pour diverses fonctions par l'armée guatémaltèque.
- Véhicule tout-terrain Pinzgauer.

Camions :
- REO M35.
- Ural-4320.
- Hino Ranger.
- International Workstar, utilisé pour diverses fonctions de transport et une avec la fonction pétrolier.

Camion ou remorque utilisé comme cuisine mobile.
- Mercedes-Benz L1218R, utilisée pour diverses fonctions de transport.

Autres :
- Side by side, utilisé par la brigade des opérations de montagne et par les forces spéciales kaibil .
- Quad utilisés par la police militaire.
- Motos, utilisées par la police militaire.

## Galerie

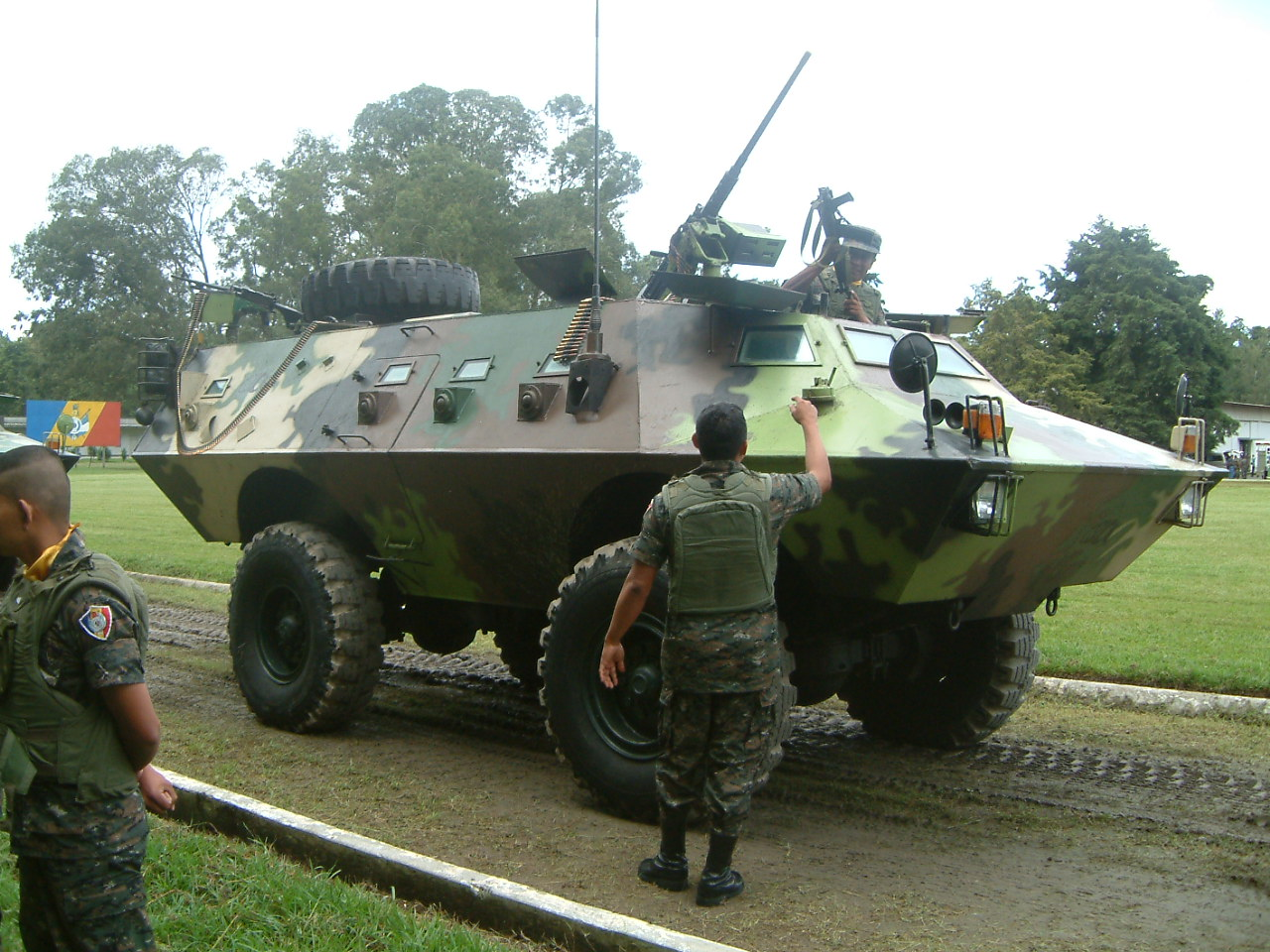
Armadillo
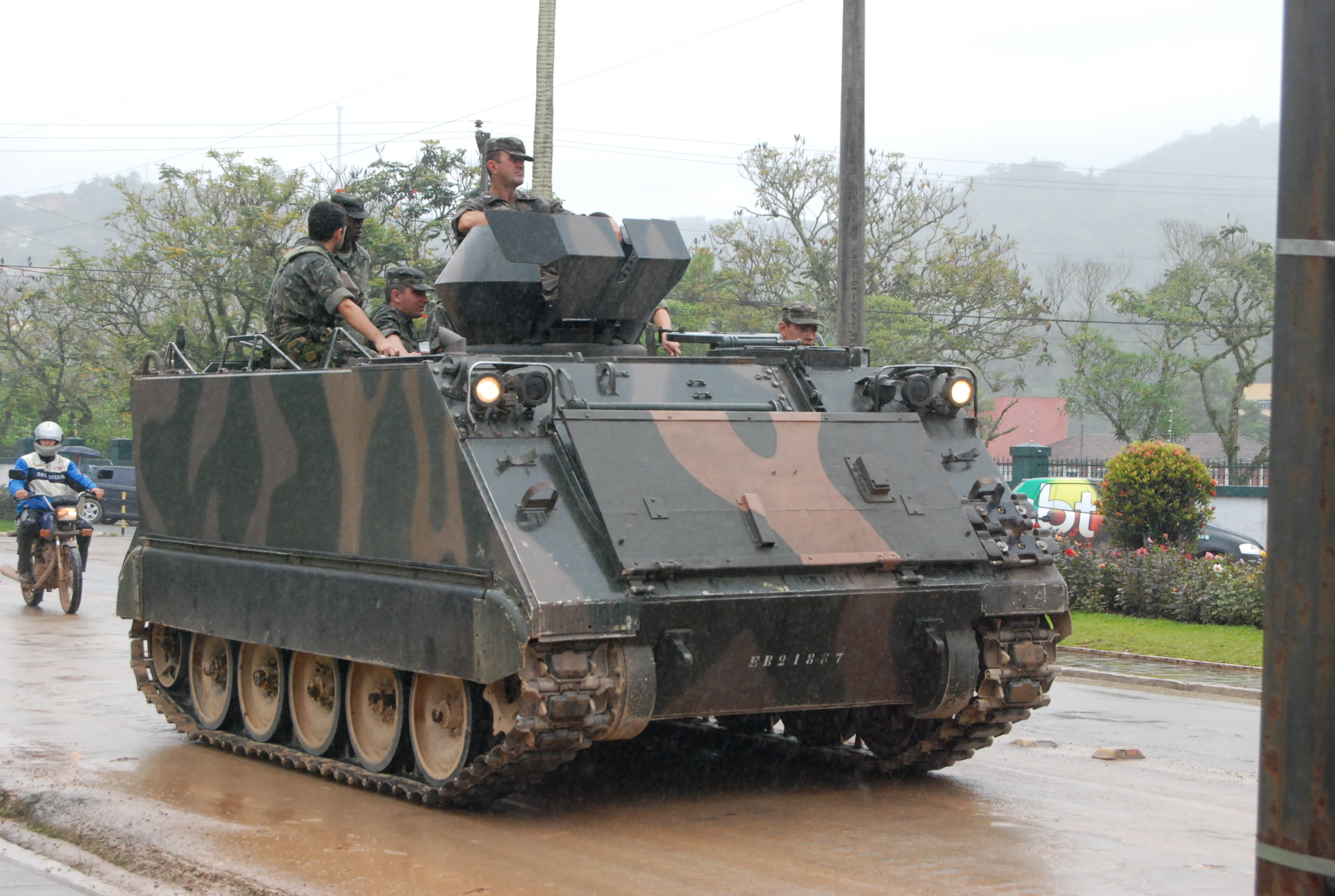
M113
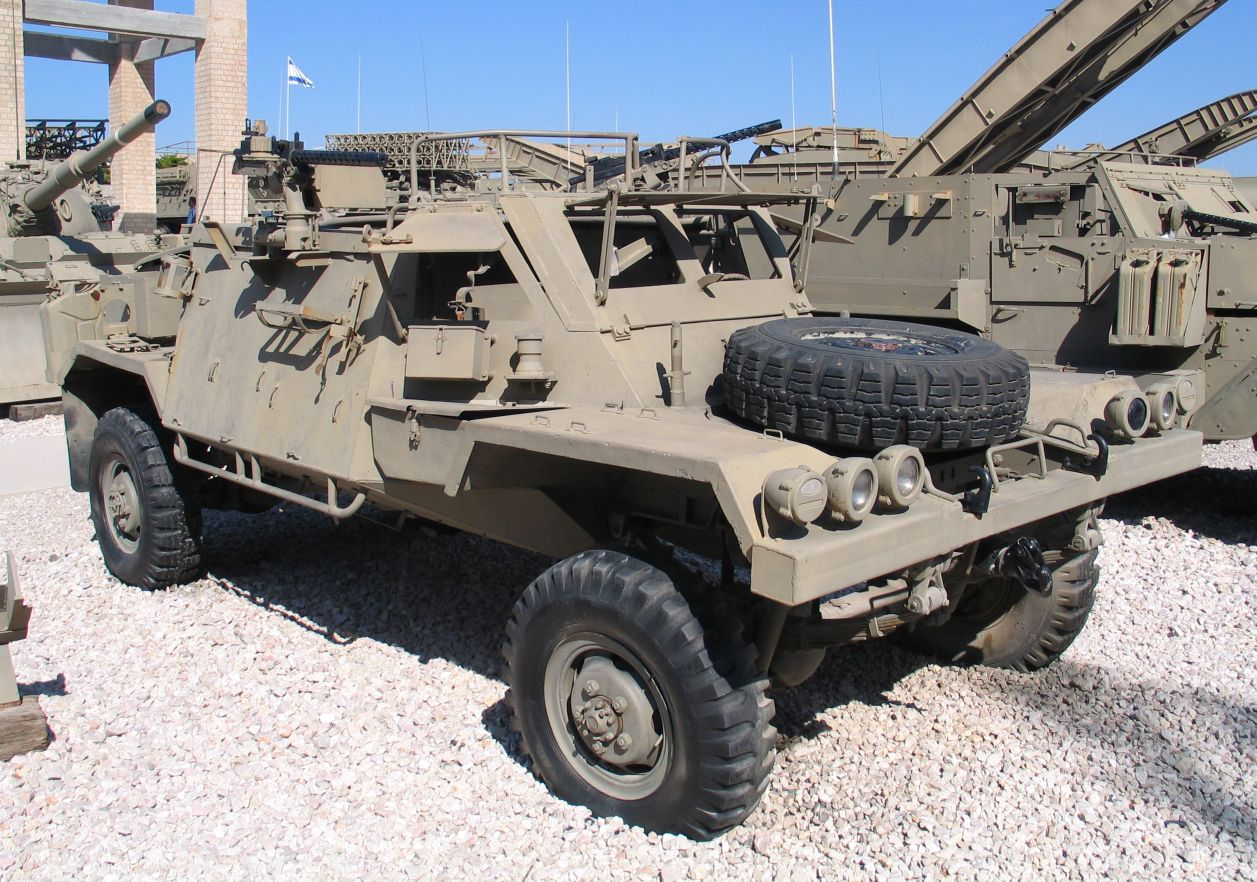
RBY-Mk1